# Carolyn Goodman
Carolyn Goodman (nascida Goldmark; Cidade de Nova Iorque, 25 de março de 1939) é uma política americana que atuou como prefeita de Las Vegas, Nevada, entre 2011 e 2024. Ela foi a segunda prefeita de Las Vegas e é casada com o ex-prefeito e advogado Oscar Goodman. Ela é a fundadora, presidente e administradora emérita da The Meadows School.

## Educação
Nascida na cidade de Nova Iorque em 1939, Goodman frequentou a The Brearley School, depois se formou em antropologia pelo Bryn Mawr College em 1961. Ela e Oscar Goodman se mudaram da Filadélfia para Las Vegas em 1964. Ela se formou na Universidade de Nevada em 1973, com mestrado em aconselhamento.

## Carreira política
Goodman é a fundadora, presidente e administradora emérita da The Meadows School. Ela e seu marido se mudaram para Las Vegas em 1964 e logo se tornaram ativos na federação judaica local. Eventualmente, ela se tornou a líder da divisão feminina da federação judaica local, cargo que ocupou por vários anos. Ela recebeu o prêmio Compromisso com a Educação de 2009 da United Way of Southern Nevada.
Em 7 de junho de 2011, Goodman foi eleita prefeita de Las Vegas com 60% dos votos no segundo turno; ela assumiu o cargo em 6 de julho daquele ano. Ela foi reeleita em 2015, e em abril de 2019 foi reeleita novamente para um terceiro (e, devido ao limite de mandatos, último) mandato, com 83,5% dos votos.
Em 24 de outubro de 2011, Goodman cumprimentou o presidente Barack Obama no Aeroporto Internacional de McCarran. Em relação às observações negativas que Obama havia feito sobre Las Vegas dois anos antes, que irritaram seu marido, o prefeito anterior, ela disse a Obama que "a lousa é nova e limpa", e deu a ele uma de suas fichas de prefeito da sorte como presente.
Em 15 de julho de 2015, Goodman aprovou a candidatura de Ruben Kihuen para a Câmara dos Representantes dos Estados Unidos em 2016. Kihuen derrotou o atual representante do país, Cresent Hardy. Dias depois, ela apoiou Joe Heck para o Senado. Em 3 de agosto de 2016, Goodman se recusou a escolher entre Hillary Clinton ou Donald Trump nas eleições presidenciais de 2016. Ela se identifica como uma política indepedente.
Durante seu mandato como prefeita, Goodman tentou promover Las Vegas como um lar para equipes esportivas profissionais. O Vegas Golden Knights começou a jogar hóquei profissional na temporada 2017–18 e o Oakland Raiders anunciou sua mudança para cidade a partir de 2020, embora nenhum time esteja dentro dos limites da cidade de Las Vegas: ambos estão em Paradise, Nevada, fora da jurisdição do prefeito. Goodman tentou atrair um time de futebol para Las Vegas várias vezes, incluindo lances para um time de expansão da Major League Soccer e, finalmente, conseguiu um time de segunda divisão, o Las Vegas Lights FC da United Soccer League, que começou a jogar em 2018.
Goodman não é mais elegível para concorrer à reeleição devido a limites de mandato. Em 2019, seu mandato final foi prorrogado por um ano devido a uma lei estadual que mudou todas as eleições municipais realizadas em anos de folga para anos pares, o que significa que seu mandato terminará em 2024.
Nos dias 22 e 23 de abril de 2020, em entrevistas com Katy Tur da MSNBC e Anderson Cooper da CNN durante a pandemia de COVID-19, Goodman disse que queria reabrir os cassinos e hotéis de Las Vegas. Quando pressionada sobre os procedimentos necessários para garantir a segurança dos clientes, ela disse que não era sua responsabilidade e cabia às empresas.
Durante a entrevista com Cooper, Goodman questionou o impacto do distanciamento social, dizendo: "Nós [Las Vegas] nos oferecemos para ser um grupo de controle (...) para testar o que aconteceria se os cassinos reabrissem, mas foi desaconselhado (...) porque pessoas de todas as partes do sul de Nevada vêm trabalhar na cidade." Ela também sugeriu que o distanciamento social fosse submetido a um teste de placebo, acrescentando: "Gostaríamos de ser esse placebo (...)" Quando Cooper perguntou se ela estaria disposta a ir a um dos cassinos se eles fossem abertos em breve, ela respondeu: "Primeiro de tudo, eu tenho uma família. Eu não jogo."
A deputada norte-americana Dina Titus, do 1.º Distrito Congressional de Nevada, que inclui a Las Vegas Strip, discordou de Goodman, dizendo que é necessário seguir os conselhos dos cientistas para se ficar em casa sempre que possível para permitir a recuperação bem-sucedida dos negócios de Las Vegas. Titus também disse: "A prefeita não representa a Las Vegas Strip, literal ou figurativamente".
Naquela noite, o governador de Nevada, Steve Sisolak, disse: "Não permitirei que os cidadãos de Nevada, nossos habitantes de Nevada, sejam usados como grupo de controle, como placebo, seja lá como ela quiser chamar", e que ele não "permitirá que nossa trabalhadores sejam colocados em condições de decidir entre o seu trabalho e o seu salário e a sua vida. Essa não é uma posição justa para colocá-los."

## Vida pessoal
O marido de Goodman é Oscar Goodman. Eles têm quatro filhos e seis netos. Oscar Jr. é médico do Comprehensive Cancer Centers de Nevada, Ross é advogado de defesa criminal, Eric é juiz de paz de Las Vegas e Cara é terapeuta de casamento e família que também trabalha com vítimas de queimaduras no University Medical Center. Cara foi uma das três alunas da primeira turma de formandos da The Meadows School em 1991.